# Nouvelle-Russie (région historique)
Pour les articles homonymes, voir Nouvelle Russie.

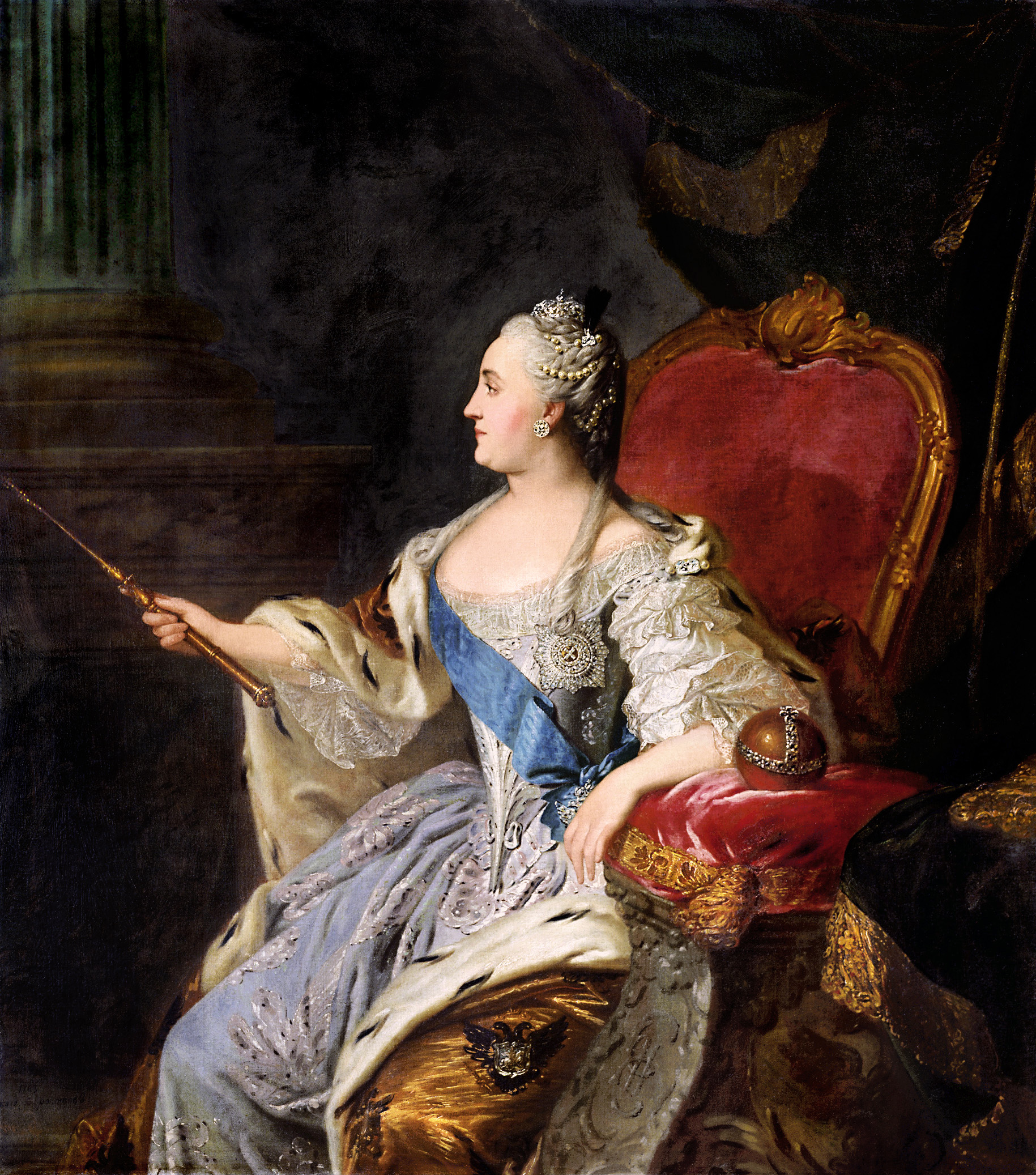
Catherine II par Fedor Rokotov.

Depuis la fin du XVIIIe siècle, la Nouvelle-Russie (Новороссия en russe, transcriptible Novorossia en alphabet latin) était une colonie de peuplement de l'Empire russe en son sud, s'étendant de la mer d'Azov au littoral de la mer Noire. Elle englobait des régions conquises par l'armée de Catherine II de Russie sur les cosaques et l'Empire ottoman, lors des guerres russo-turques de 1768 à 1774, destinées à la colonisation de peuplement russe. L'établissement en masse des colons débuta dès la fin du XVIIIe siècle, sous les auspices de Grigori Potemkine. Elle donna lieu à la création des célèbres villages dit « Potemkine » dont la réalité historique est aujourd'hui contestée.
Elle comprenait le Yedisan, la Tauride, et la Méotide, ce qui correspond aujourd'hui aux oblasts ukrainiens de Mykolaïv, Odessa, Kherson, Kirovograd, à l'ouest de celui de Donetsk — cette ville non incluse —, et au sud de celui de Dniepropetrovsk, ainsi qu'à l'oblast russe de Rostov (région du Kouban) et au sud de la Transnistrie (en Moldavie). La région est bordée au nord par la Podolie et la Petite Russie, à l'ouest par la Moldavie, au sud par la mer Noire et la Crimée, et déborde à l'est sur la Méotide.

## Histoire

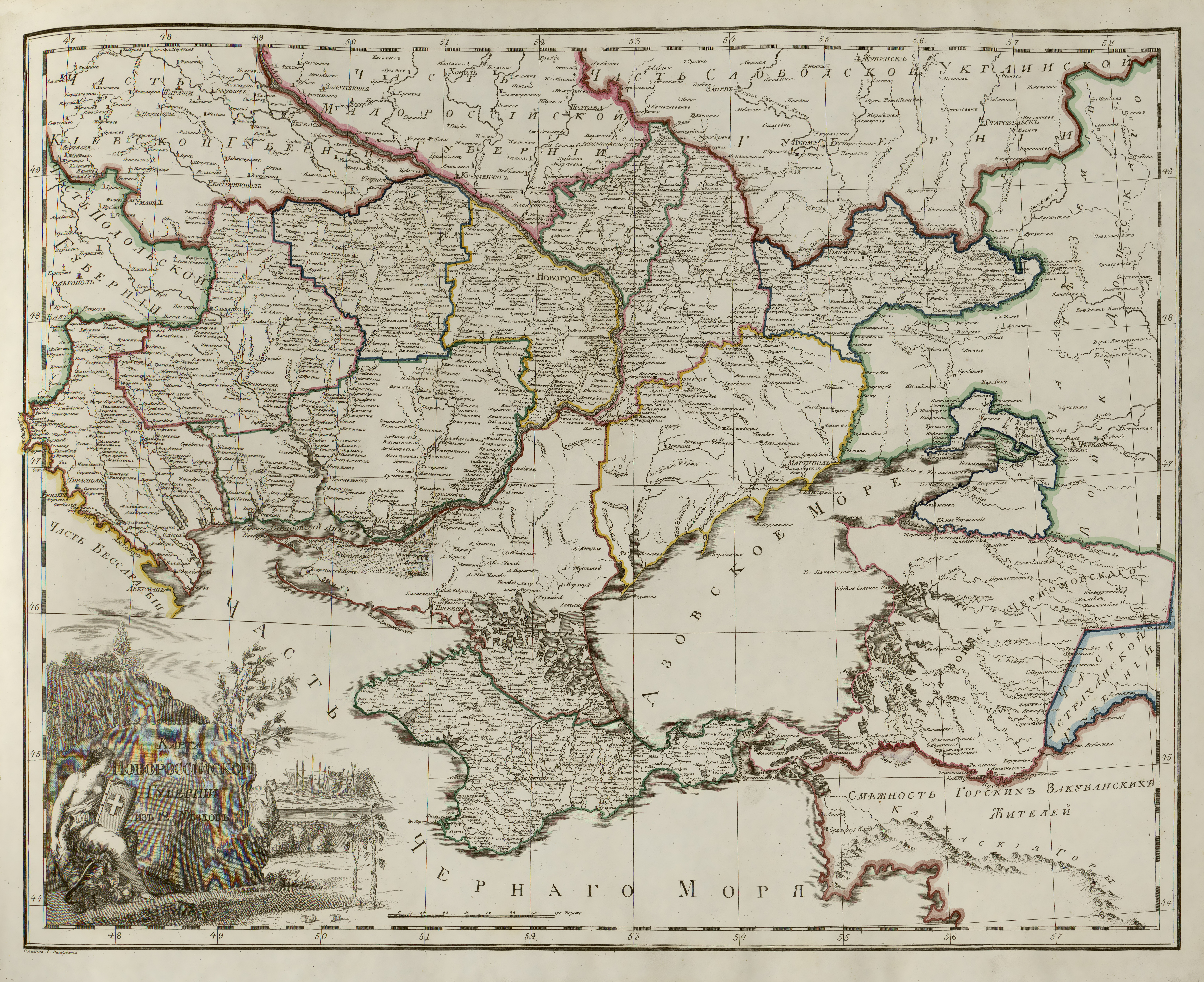
Carte de la Nouvelle Russie en 1800.

L'administration de ce territoire fut confiée à des gouverneurs nommés d'abord par Catherine II (1764-1775) et par l'empereur Paul Ier (1796-1802), jusqu'à ce que le territoire fût divisé en trois gouvernements :
- gouvernement de Nikolaïev, renommé gouvernement de Kherson en 1803 ;
- gouvernement de Iekaterinoslav (aujourd'hui Dnipro) ;
- gouvernement de Tauride (aujourd'hui Crimée et territoires du sud de la Russie et des rivages occidentaux de la mer d'Azov).

Ces subdivisions administratives eurent cours jusqu'en 1921.
Le pouvoir impérial s'était emparé, au XVIIIe siècle, de territoires appartenant, depuis les xve et xvie siècles, à l'Empire ottoman ou au khanat de Crimée (et auparavant, depuis le XIIIe siècle, aux Tatars de la Horde d'or). Les territoires étaient souvent de grandes steppes peuplées par des tribus nomades de Nogaïs, avec, sur la côte, de petits ports de pêche et des villages habités par des descendants de Grecs pontiques. Le groupe majoritaire était celui des Tatars de Crimée. Sur un territoire grand comme les quatre cinquièmes de la France actuelle, la population ne comptait que 300 000 habitants vers 1764.
Au début du XIXe siècle, après 1830, deux nouveaux territoires furent rattachés à la Nouvelle-Russie : la Bessarabie annexée en 1812 et le gouvernement de Rostov. La Bessarabie était en grande partie peuplée de Moldaves, le gouvernement de Rostov de Circassiens : dans les deux territoires, des Cosaques et autres colons russes et ruthènes furent installés. La colonisation slave avait pris un aspect de masse dès la fin du XVIIIe siècle sous les auspices de Potemkine qui, inspiré par les mouvements des « philhellènes », avait l'intention d'en faire une Nouvelle Grèce, tandis qu'Iekaterinoslav aurait été la troisième ville de l'Empire. C'est pourquoi de nombreuses villes fondées à l'époque reprennent les noms des antiques colonies grecques de la mer Noire ou bien reçoivent des noms grecs : Odessa, Tiraspol, Nikopol, Kherson, Théodosie, Eupatoria, Sébastopol, Simferopol, Melitopol, Stavropol, etc. tandis que les études archéologiques se multiplient. Ces nouvelles villes attirèrent une foule bigarrée et cosmopolite d'artisans, de commerçants, de marins et d'ouvriers, comme Odessa — avec une forte minorité juive —, construite et administrée par un Français, le duc de Richelieu, qui était aussi gouverneur de Nouvelle Russie, sous le règne d'Alexandre Ier, ou bien Novorossiïsk, Nikolaïev, Kherson (Chersonèse). Sébastopol devint l'arsenal de la flotte russe de la mer Noire.
Outre les colons slaves, dont beaucoup venaient de Petite Russie, l'actuelle Ukraine, l'Empire russe établit ici — en plus des Russes — des Allemands en grand nombre (dont un certain nombre étaient issus de communautés protestantes discriminées comme les anabaptistes ou les mennonites qui formèrent des colonies agricoles), ainsi que des Alsaciens, des Lorrains, des Arméniens, Bulgares, Serbes et Grecs fuyant l'Empire ottoman ; des Moldaves de Bessarabie, en quête de bonnes terres, et des juifs ashkénazes venus de Pologne et d'Allemagne, s'y ajoutèrent. Ces derniers formèrent des shtetls, colonies agricoles décrites dans le film Un violon sur le toit.

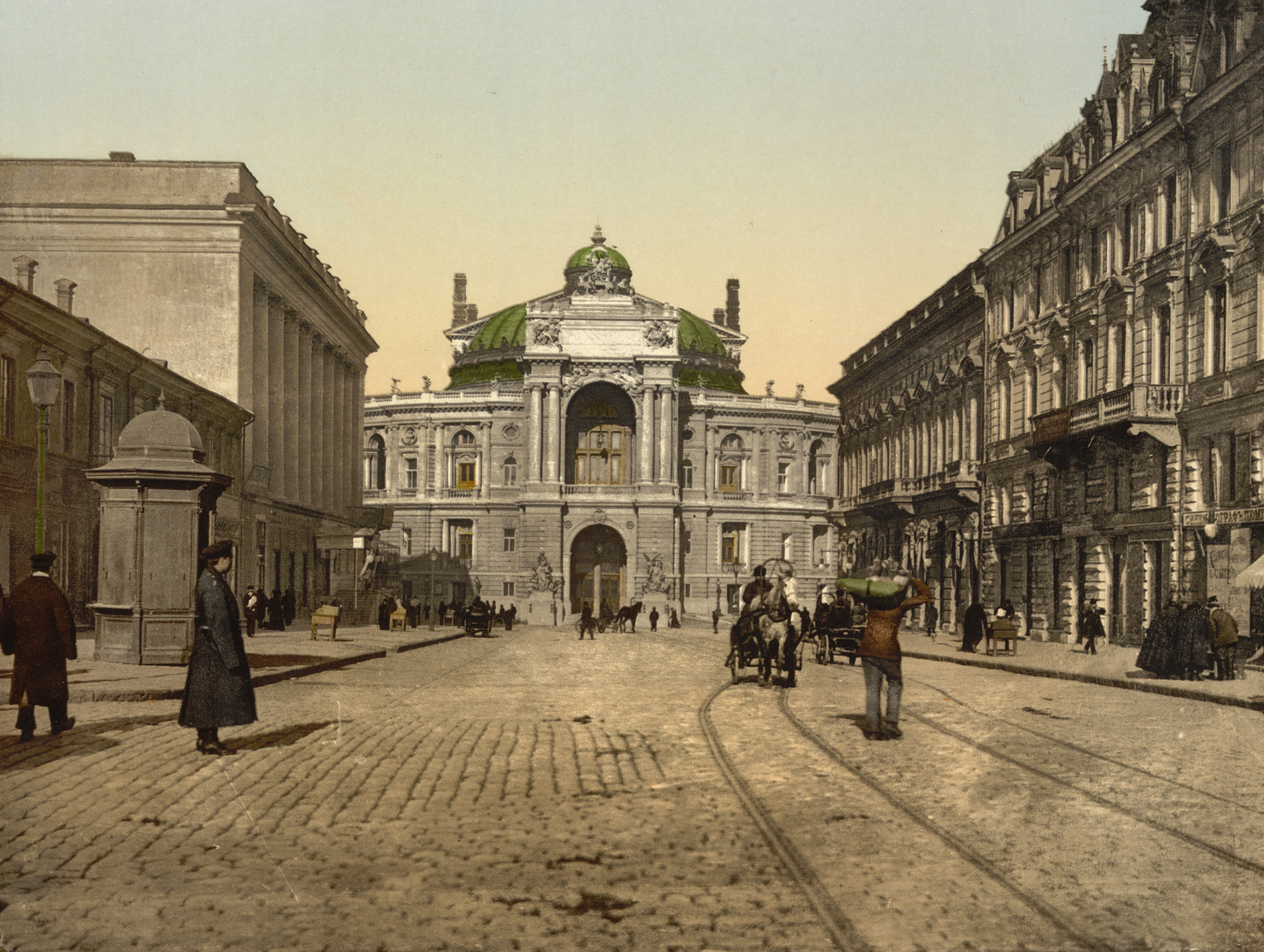
La rue Richelieu à Odessa.

La Nouvelle-Russie prospéra jusqu'en 1914, puis fut ravagée durant vingt-huit ans par la Première Guerre mondiale, la guerre civile russe, la collectivisation, l'Holodomor, la Seconde Guerre mondiale et des déportations. Sa population diminua, si bien qu'en 1948 certains groupes avaient pratiquement disparu, comme les Juifs, les Allemands, les Grecs, les Moldaves, les Roms et les Tatars exilés. Après 1945, la croissance démographique reprit et fut d'ailleurs supérieure à celle du reste de l'Union des républiques socialistes soviétiques. La région reçut aussi de nombreux immigrants venus de toutes les régions du pays, en lien avec le développement des industries.
Aujourd'hui, dans le langage familier russe, on parle de « Nouvelle Russie » pour évoquer le Midi de la Russie européenne, qui va du sud du Don aux confins du Caucase, avec l'ancienne Circassie et les régions de Krasnodar et Stavropol[réf. nécessaire], mais dans la propagande nationaliste, l'imaginaire impérial patriotique autour de la Nouvelle Russie a, selon Les Décodeurs, servi à légitimer dans l'opinion russe la guerre contre l'Ukraine à partir de 2014.
Le 17 avril 2014, le président russe, Vladimir Poutine, déclarait : « L'Ukraine, c'est la Nouvelle Russie, c'est-à-dire Kharkov, Lougansk, Donetsk, Kherson, Nikolaïev, Odessa. Ces régions ne faisaient pas partie de l'Ukraine à l'époque des tsars, elles furent données à Kiev par le gouvernement soviétique dans les années 1920. Pourquoi l'ont-ils fait ? Dieu seul le sait ». Le retour de cette Nouvelle Russie à la fédération de Russie semble un objectif de l'invasion de l'Ukraine par la Russie en 2022 ; un commandant des forces russes a reconnu que « l'un des objectifs de l'armée russe est d'établir un contrôle total sur le Donbass et le sud de l'Ukraine ».

## Recensement de 1862
Selon le géographe russe A. Zachtchouk, le recensement de 1862 trouvait en Nouvelle Russie (en gras) et dans les régions voisines de Bessarabie, du Kouban, de Stavropol et de la mer Noire :
| Gouvernements | Population en millions | % Russes | % Ukrainiens | % Juifs | % Allemands | % Grecs | % Tatars | % Moldaves | % Bulgares |
| ------------- | ---------------------- | -------- | ------------ | ------- | ----------- | ------- | -------- | ---------- | ---------- |
| Kherson       | 2,9                    | 7,4      | 60,4         | 7       | 4           | 8,6     | 2,6      | 9          | 1          |
| Ekaterinoslav | 1,8                    | 16,1     | 68,2         | 4,7     | 3,8         | 2,3     | 0,8      | 0,9        | 0,8        |
| Tauride       | 1,4                    | 28,7     | 39           | 10,9    | 3,3         | 1,3     | 10,6     | 3,2        | 3          |
| Bessarabie    | 1,9                    | 6        | 4            | 7       | 4           | 1       | 0        | 73         | 5          |
| Kouban        | 1,9                    | 43       | 47           | 0       | 0           | 0       | 0        | 0          | 0          |
| Stavropol     | 0,9                    | 55       | 37           | 0       | 0           | 0       | 0        | 0          | 0          |
| Mer Noire     | 0,06                   | 43       | 16           | 0       | 0           | 10      | 0        | 0          | 0          |